# 屬音

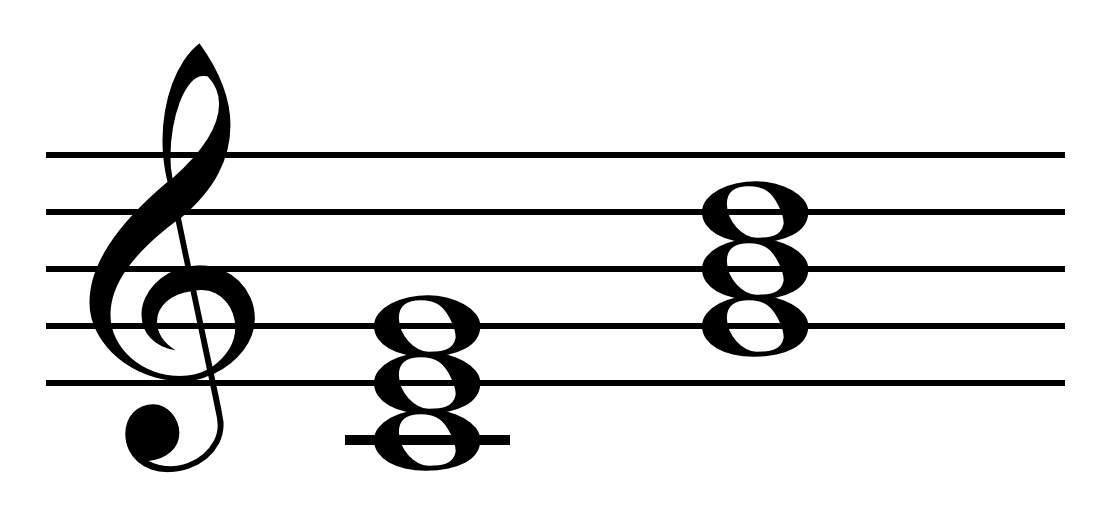
C大調的屬音和弦及主音和弦(G大調和弦和C大調和弦)。

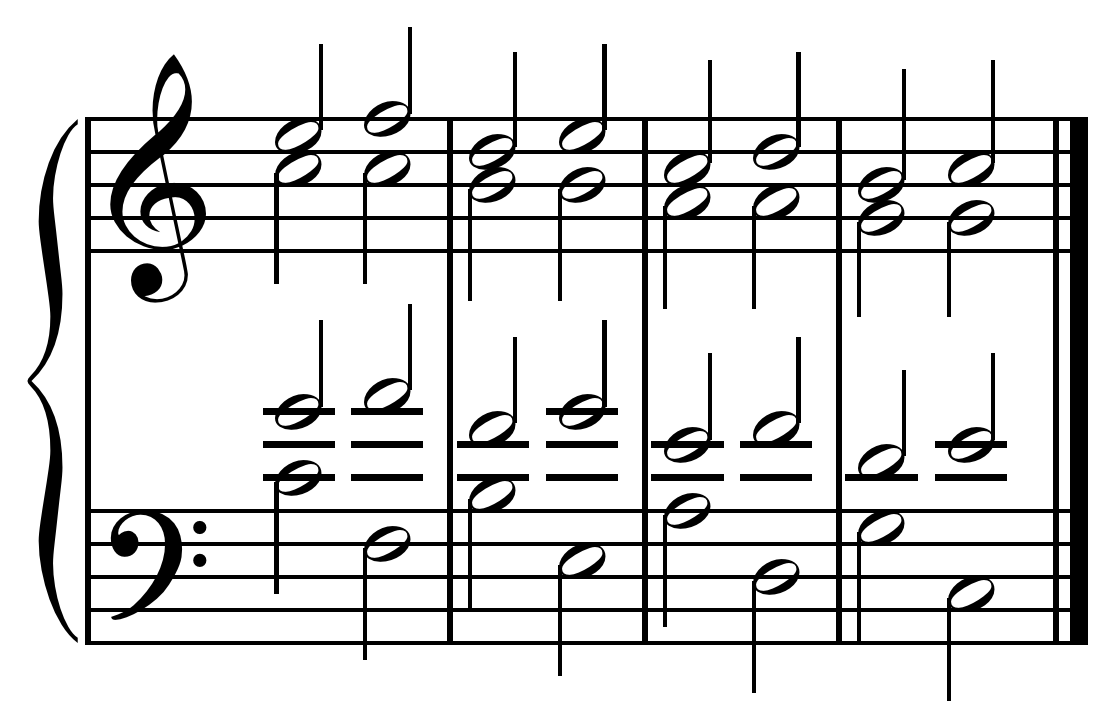
The second to last chord in this example is built on the dominant (V) and found here in the circle progression on C: I-IV-vii^{o}-iii-vi-ii-V-I

在音樂中，屬音是音階的第五個音級。它之所以被稱為屬音是因為它是由主音產生出來的，它屬於主音。屬和弦就是任何基於屬音的和弦，而且使用同一音階的音。
例如在C大調中，屬音是G音，而屬三和弦由G、B、D組成。

## 屬和弦

### 三和弦
在音樂理論中，大調中的屬音三和弦是一個大三和弦，以羅馬數字V表示(在C大調中的屬音三和弦為G-B-D)。但在小調中的屬音三和弦是一個小三和弦，以羅馬數字v表示(在C小調中的屬音三和弦為G-B♭-D)。有時在小調作品中，作曲家會把屬音三和弦的第二個音升高半度，使那和弦成為一個大三和弦，因為那音是小調中的導音。例如在G-B♭-D中，B♭會被升高為B還原(B♮)，因為B♮是C小調的導音。

### 七和弦
屬七和弦是基於大調的屬音的一個和弦。屬七和弦包含屬三和弦和一個小七度(例如C大調中為G-B-D-F)。它的符號為G7。

## 各大調中的屬音
| 調      | 屬音 | 調    | 屬音 | 調      | 屬音 |
| ------- | ---- | ----- | ---- | ------- | ---- |
| 降C大調 | G♭   | C大調 | G    | 升C大調 | G♯   |
| 降D大調 | A♭   | D大調 | A    | 升D大調 | A♯   |
| 降E大調 | B♭   | E大調 | B    | 升E大調 | B♯   |
| 降F大調 | C♭   | F大調 | C    | 升F大調 | C♯   |
| 降G大調 | D♭   | G大調 | D    | 升G大調 | D♯   |
| 降A大調 | E♭   | A大調 | E    | 升A大調 | E♯   |
| 降B大調 | F    | B大調 | F♯   | 升B大調 | F♯♯  |